# Otto Kunz
Otto Kunz Sommer (26 de julio de 1939) es un ingeniero, empresario y dirigente gremial chileno, expresidente de la Cámara Chilena de la Construcción (CChC).
Cursó sus estudios básicos en el Colegio Alemán Carlos Anwandter de Valdivia, los medios en el Liceo de Hombres de la misma ciudad y los universitarios en la Facultad de Ciencias Físicas y Matemáticas de la Universidad de Chile, donde se tituló en 1963 como ingeniero civil.
Posteriormente realizó estudios de posgrado en la República Federal Alemana, país donde también se desempeñó laboralmente entre 1971 y 1978.
Sus primeros pasos en la construcción los dio a partir de este último año en la empresa Tecsa, de la que más tarde sería socio y director. Uno de sus primeros trabajos fue oficiar de ingeniero residente en obras habitacionales en Santiago y en la planta Laja de Empresas CMPC.
Desde 1983 fue consejero nacional de la CChC, director, segundo vicepresidente, presidente de la Mutual de Seguridad y director de Invesco, la cabeza del holding gremial en la parte financiera.
En la CChC asumió en dos oportunidades como segundo vicepresidente. Ha sido también presidente del Comité Inmobiliario, consejero nacional y presidente de la Corporación de Desarrollo Tecnológico y de la Mutual de Seguridad.
Ocupó la presidencia entre 2004 y 2006.